# Baladiyya
La baladiyya (àrab: بلدية, baladiyya, en plural بلديات, baladiyyāt) és una divisió administrativa àrab que es pot traduir com ‘districte’, ‘subdistricte’ o ‘municipi’.
Etimològicament és el femení de baladí (بلدي, baladī), ‘local', ‘nadiu’, ‘indígena’, ‘ciutadà’. En àrab s'empra també el mot amana per a ‘municipi’, especialment el d'una capital.

## Baladiyyesals països àrabs
- Districtes municipals de Damasc (a Síria)
- Municipis d'Algèria (divisió administrativa de tercer nivell a Algèria)
- Municipi de Dubai
- Municipis del Líban (divisió administrativa de tercer nivell al Líban)
- Municipis de Líbia (divisió administrativa de segon nivell entre 1983 i 1995 i després de 2013 a Líbia)
- Municipis de Qatar (divisió administrativa de primer nivell a Qatar)
- Municipalitats de Tunísia (divisió administrativa de segon nivell a Tunísia)

## Turquia
En turc el mot belediye, pres de l'àrab, significa ‘municipi’ o ‘consell de ciutat’.